# Harua
| G5 | V29 | V28 | A1 |

| G5 | V29 | V28 | A1 |

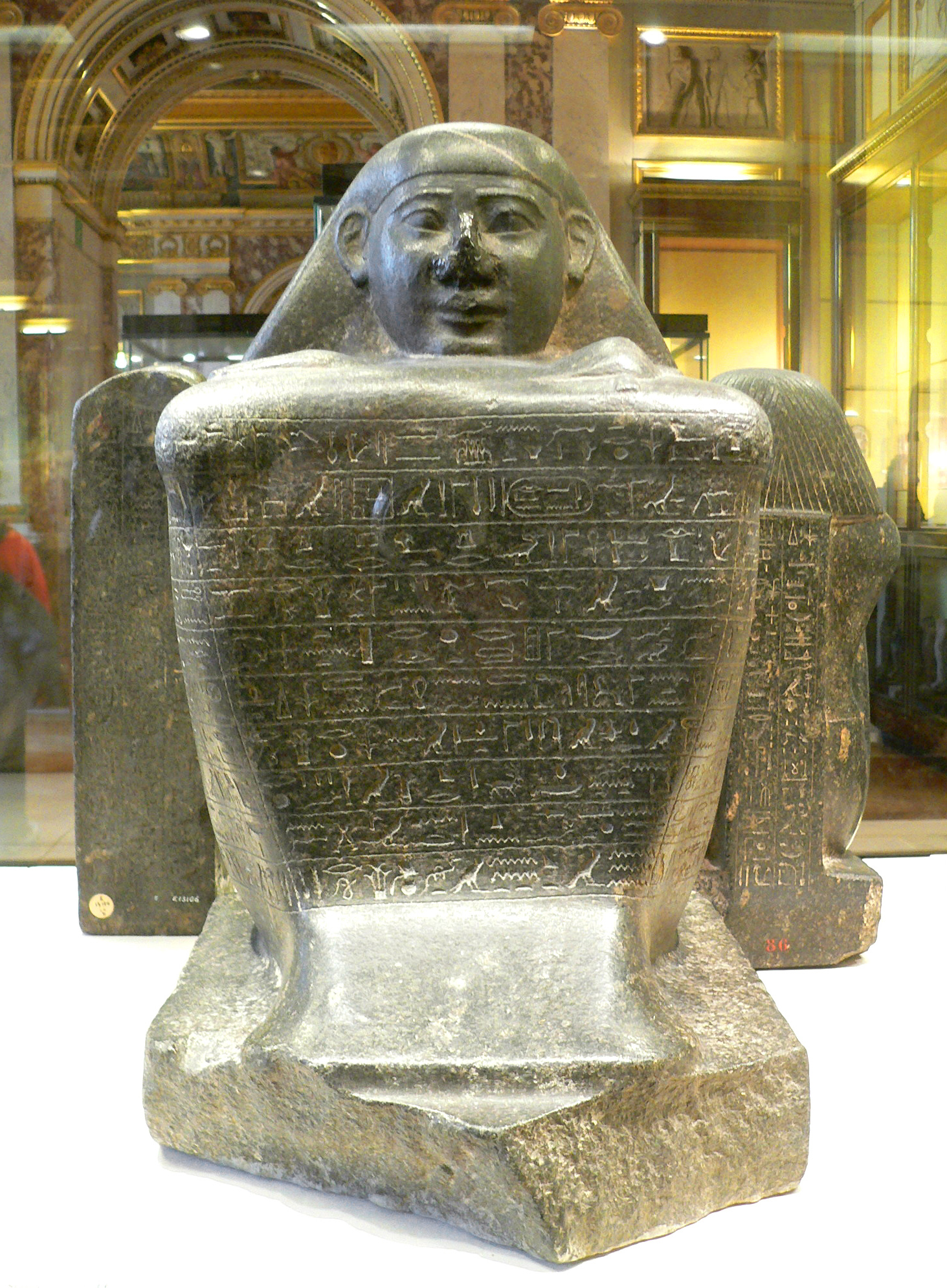
Estatua cúbica de Harua. Museo del Louvre.

Harua fue un funcionario del Antiguo Egipto que tuvo el importante cargo de gran mayordomo de la Divina Adoratriz de Amón, Amenirdis I, durante la Dinastía XXV, gestionando las grandes riquezas del Templo de Amón en Karnak.
Su tumba, la TT37, está ubicada en El-Assasif, que forma parte de la Necrópolis tebana, en la ribera occidental del Nilo, frente a Luxor. Esta tumba ha sido excavada desde 1995 por la Misión Arqueológica Italiana en Luxor, bajo el liderazgo del egiptólogo Francesco Tiradritti. Puede demostrarse la importancia de Harua por su tumba, con más de 30 salas y los ushebtis encontrados en donde aparece con el cayado heka y el flagelo nejej, símbolos normalmente atribuidos a la realeza. También por sus ocho estatuas que lo representan en diversas actitudes y que forman parte de colecciones egiptológicas en lugares como El Cairo, Asuán, París, Londres y Leipzig.